# 탁민제
탁민제(卓民濟, 1954년 ~ )은 대한민국의 항공우주공학자이다. 현재 KAIST 공과대학 기계항공시스템학부 항공우주공학 교수이자 한국항공우주학회장이다.

## 학력
- ~ 1976년 서울대학교 학사
- ~ 1983년 텍사스 대학교 대학원 석사
- 1986년 텍사스 대학교 오스틴캠퍼스 대학원 박사

## 경력
- KAIST 항공우주공학과 교수
- 국제전기전자기술자학회 항공우주전자시스템 학술지 유도제어분야 편집위원장
- 한국항공우주학회 회장 (2012년)
- 한국항공우주학회지 편집위원장

## 같이 보기
- 방효충